# Nožiščna krivulja
Nožiščna krivulja (včasih tudi pedala) je v diferencialni geometriji krivulj krivulja, ki se jo dobi iz druge dane krivulje. 
Ime ima po nožišču, kar je presečišče krivulje in pravokotnice na krivuljo. Enako ime se uporablja tudi za presečišče pravokotnice na ploskev in ploskve.

## Definicija
Nožiščno krivuljo se dobi iz dane krivulje tako, da se izbere stalno točko {\displaystyle P\,} (nožiščna točka tudi pol). Dana krivulja naj bo označena s {\displaystyle C\,}. V poljubni točki {\displaystyle R\,} na krivulji {\displaystyle C\,} se potegne tangento {\displaystyle T\,}. V tem primeru se lahko določi točko {\displaystyle X\,} na {\displaystyle T\,}, ki je enaka {\displaystyle P\,} ali pa tvori skupaj s točko {\displaystyle P\,} pravokotnico na {\displaystyle T\,}. Nožiščna krivulja je geometrijsko mesto točk {\displaystyle X\,} za vse {\displaystyle R\,} na krivulji {\displaystyle C\,}. (glej sliko na desni) 
Podobno je točka {\displaystyle Y\,}, ki leži na pravokotnici na {\displaystyle C\,} v točki {\displaystyle R\,} tako, da v pravokotniku {\displaystyle PXRY\,} (lahko je tudi degeneriran) točke {\displaystyle Y\,} tvorijo geometrijsko mesto točk krivulje, ki se imenuje antinožiščna krivulja. To je po nastanku nožiščni krivulji podobna krivulja, ki je nastala tako, da se namesto tangente v definiciji uporabi pravokotnico.
Enostavneje se to pove, da je nožiščna krivulja geometrijsko mesto točk nožišč (presečišče pravokotnice in krivulje) pravokotnic od stalne točke z vsemi tangentami na dano krivuljo. 

## Zgled
Kadar je krivulja {\displaystyle C\,} krožnica, je nastala krivulja Pascalov polž, zanj pa se lahko reče, da je:
- nožniščna krivulja krožnice
- ovojnica krožnic, katere premer ima eno končno točko fiksirano, druga točka pa teče po krožnici
- ovojnica krožnic skozi stalno točko, njihova središča pa tečejo po krožnici
- krivulja ruleta, ki nastane s krožnico, ki drsi naokrog po krožnici z enakim polmerom

## Opis nožniščne krivulje
Naj bo:
{\displaystyle {\vec {v}}=P-R\!\,}
vektor s komponentama:
{\displaystyle {\vec {v}}={\vec {v}}_{\parallel }+{\vec {v}}_{\perp }\!\,,}
kjer je:
- {\displaystyle {\vec {v}}_{\parallel }} tangentna komponenta
- {\displaystyle {\vec {v}}_{\perp }} pravokotna komponenta

vektorja {\displaystyle {\vec {v}}\,} glede na krivuljo. 
Komponenta {\displaystyle {\vec {v}}_{\parallel }\,} je vektor od {\displaystyle R\,} do {\displaystyle X\,}.
Če se označi parameter krivulje s {\displaystyle c\,}, potem je parametrična oblika:
{\displaystyle t\mapsto c(t)+{\frac {c'(t)\cdot (P-c(t))}{|c'(t)|^{2}}}c'(t)\!\,.}
Parametrično nožniščno krivuljo s pedalno točko v (0,0) se lahko definira kot:
{\displaystyle X[x,y]={\frac {(xy'-yx')y'}{x'^{2}+y'^{2}}}}
{\displaystyle Y[x,y]={\frac {(yx'-xy')x'}{x'^{2}+y'^{2}}}\!\,.}
Antinožiščno krivuljo pa se določi z:
{\displaystyle t\mapsto P-{\frac {c'(t)\cdot (P-c(t))}{|c'(t)|^{2}}}c'(t)\!\,.}
Za isto nožiščno točko je antinožiščna krivulja enaka nožniščni krivulji evolute dane krivulje.
| dana krivulja            | nožniščna točka     | nožniščna krivulja           | antinožnična krivulja        |
| ------------------------ | ------------------- | ---------------------------- | ---------------------------- |
| premica                  | poljubna            | točka                        | vzporedni premici            |
| krožnica                 | na obodu            | srčnica                      | —                            |
| parabola                 | na osi              | de Sluzejeva konhoida        | —                            |
| parabola                 | na tangenti na vrhu | ofiurida                     | —                            |
| parabola                 | gorišče             | premica                      | —                            |
| other stožnica           | gorišče             | krožnica                     | —                            |
| logaritemska spirala     | pol                 | skladna logaritemska spirala | skladna logaritemska spirala |
| epicikloida hipocikloida | središče            | vrtnica                      | vrtnica                      |
| involuta krožnice        | središče krožnice   | Arhimedova spirala           | krožnica                     |